# الاستئناف
الاستئناف كتاب للمؤلف الأمريكي جون غريشام نشر عام 2008، وهو كتابه ال21. تستكشف الرواية التفاعل بين القوة الشركاتية، والسياسة، وأخلاقيات القضاء في النظام القانوني الأمريكي، مع التركيز على تأثير المال في الانتخابات القضائية. وصدر الكتاب بللغة العربية عام 2009.

## ملخص الحبكة
تدور أحداث الرواية في ولاية مسيسيبي، الولايات المتحدة. ويتابع القارئ محاميّين، ويس وماري غريس بييتون، وهما يسعيان لتحقيق العدالة لجينيت بيكر، التي توفي أفراد عائلتها بسبب تلوث المياه الناتج عن شركة "كرين كيميكال"، المملوكة للملياردير كارل ترودو. بعد أن منح هيئة المحلفين 41 مليون دولار كتعويضات، يقوم ترودو بالتلاعب بنظام الانتخابات القضائية للحصول على حكم مؤيد في الاستئناف، حيث يمول حملة المرشح القضائي رون فيسك لإزاحة قاضٍ من المحكمة العليا في ولاية مسيسيبي. فيسك، الذي يفتقر إلى الخبرة السياسية، يُسحب إلى حملة تديرها شركة سرية متخصصة في الانتخابات القضائية. وعلى الرغم من مقاومته الأولية، فإن فيسك ينحاز في النهاية إلى مصالح الشركات، مما يساعد على نقض انتصار بييتون.
تستعرض الرواية أيضًا العبء الشخصي الذي يعاني منه فيسك، خاصة عندما يُصاب ابنه إصابة خطيرة، مما يجبره على مواجهة عواقب الإهمال الشركاتي في حياته الشخصية، وكذلك مواجهة أخلاقيات السماح للمشاعر الشخصية بتغيير تفكيره القانوني. في النهاية، يصدر حكمًا لصالح مدعٍ في قضية ضرر أقل أهمية، مما يوحي بأن فقهه القضائي قد يتغير بعد نهاية الرواية. القصة هي عبرة تحذيرية حول خطر خلط السياسة بالسلطة القضائية.

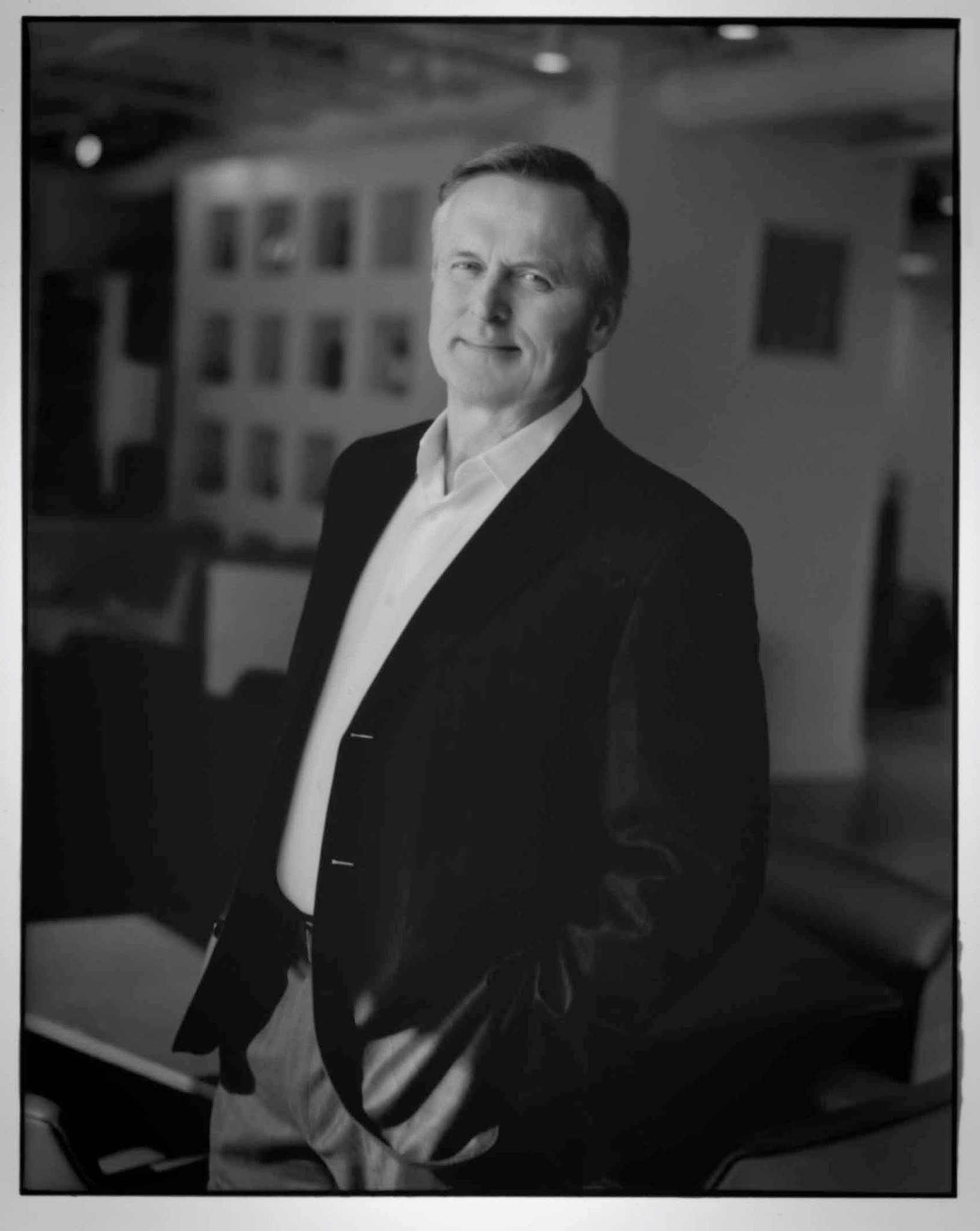
جون غريشام

## الخلفية
استلهم غريشام من المعارك القانونية الحقيقية والانتخابات القضائية في الولايات المتحدة، وخاصة قضية Caperton v. A.T. Massey Coal .Co التي تضمنت دون بلانكينشيب وشركة A.T. Massey Coal. في تلك القضية، أنفق بلانكينشيب ملايين الدولارات لمساعدة انتخاب قاضٍ في ولاية فرجينيا الغربية الذي صوّت لاحقًا لصالح نقض حكم ضد شركة ماسّي.
تتطرق الرواية أيضًا إلى فضائح قضائية في ولاية مسيسيبي، حيث واجه القضاة اتهامات بقبول تبرعات حملات انتخابية مقابل إصدار أحكام مؤاتية. كما عبر غريشام نفسه عن موقفه ضد مخاطر الانتخابات القضائية، مشيرًا إلى الصراعات المحتملة في المصالح التي قد تخلقها.

## أنظر أيضًا
جون غريشام
البيت المطلي